# DIGNO ケータイ for Biz
DIGNO ケータイ for Biz（ディグノ ケータイ フォービズ）は、京セラによって開発されたソフトバンクの第3.9世代移動通信システム（SoftBank 4G LTE）法人向け端末である。Softbank 4GケータイシリーズのひとつであるDIGNO ケータイ (501KC)をベースに、カメラ・ワンセグ機能を除いたモデル。モデル番号は505KCe。

## 概要
ソフトバンクより発売されているベースモデルDIGNO ケータイ (501KC)と同様、OSにAndroidを搭載するガラケー。
501KCと異なる主な点として、管理者がパソコンから社員の携帯電話を一括して設定、管理することができるオプションサービス「法人基本パック for 4G ケータイ」に対応。カメラ、ワンセグは非搭載であり、501KCに標準搭載されているコミュニケーションアプリLINEにも非対応である。

## その他機能
| 主な対応サービス | 主な対応サービス     | 主な対応サービス             | 主な対応サービス       |
| ---------------- | -------------------- | ---------------------------- | ---------------------- |
| タッチポインター | フルブラウザ         | Softbank 4G LTE/VoLTE        | バッテリー容量1,500mAh |
| GPS              | ワンセグ（視聴のみ） | デジタルオーディオプレーヤー | 緊急速報メール         |
| 緊急地震速報     | 赤外線通信           | 防水(IPX5/8)･防塵(IP5X)      | 耐衝撃(MIL-STD-810G)   |

## 歴史
- 2016年4月21日 - ソフトバンク、京セラより公式発表。6月下旬以降発売予定と発表。
- 2016年6月 - 発売開始。
- 2016年8月9日 - ソフトウェア更新。
- 2016年12月6日 - ソフトウェア更新。
- 2017年2月15日 - ソフトウェア更新。
- 2017年4月20日 - ソフトウェア更新。
- 2017年9月28日 - ソフトウェア更新。
- 2017年9月29日 - 前日公開された更新プログラムに不具合が見つかったため、更新・公開停止。
- 2017年10月31日 - 更新を停止していた9月28日公開のソフトウェアの更新・公開再開。

## リンク
- DIGNO® ケータイ for Biz| ソフトバンク
- DIGNO® ケータイ for Biz | ケータイ | 京セラ